# زونديرت
زونديرت Zundert  بلدية وبلدة بمقاطعة شمال برابنت، جنوبي هولندا.

## طوبوغرافيا
خريطة طوبوغرافية هولندية لبلدية زونديرت، سبتمبر 2014، (تقرأ بعد ثلاث نقرات على الخريطة).

## أعلام
- يانوس براسبينينكس
- فينسنت فان خوخ
- جيل نيجدام